# Julio Curatella
Julio Curatella (27. februar 1911 - 1995) var en argentinsk roer.
Curatella var en del af den argentinske toer uden styrmand, der vandt bronze ved OL 1936 i Berlin. Hans makker i båden var Horacio Podestá. Argentinerne blev besejret af tyskerne Willi Eichhorn og Hugo Strauß, der vandt guld, mens danske Harry Larsen og Peter Richard Olsen fik sølv. Tolv år senere var han med ved OL 1948 i London, hvor han stillede op i disciplinen firer uden styrmand.

## OL-medaljer
- 1936:  Bronze i toer uden styrmand